# Loge-Fougereuse
Loge-Fougereuse ist eine französische Gemeinde im Département Vendée in der Region Pays de la Loire. Sie gehört zum Kanton La Châtaigneraie im Arrondissement Fontenay-le-Comte. Sie grenzt im Nordwesten an Antigny und La Châtaigneraie, im Norden an Breuil-Barret, im Osten an La Chapelle-aux-Lys, im Südosten an Saint-Hilaire-de-Voust und im Südwesten an Saint-Maurice-des-Noues. Die Bewohner nennen sich Fougereusien.

## Bevölkerungsentwicklung
| Jahr      | 1962 | 1968 | 1975 | 1982 | 1990 | 1999 | 2007 | 2014 |
| --------- | ---- | ---- | ---- | ---- | ---- | ---- | ---- | ---- |
| Einwohner | 380  | 383  | 350  | 341  | 341  | 370  | 356  | 375  |

## Sehenswürdigkeiten

Kirche Saint-Gilles

- Kirche Saint-Gilles